# Hess Corporation
Hess Corporation er et amerikansk olie- og gasselskab. De fokuserer primært på olie- og gasudvinding. Virksomheden er etableret i 1968 ved en fusion mellem Hess Oil and Chemical og Amerada Petroleum.